# 涼麵

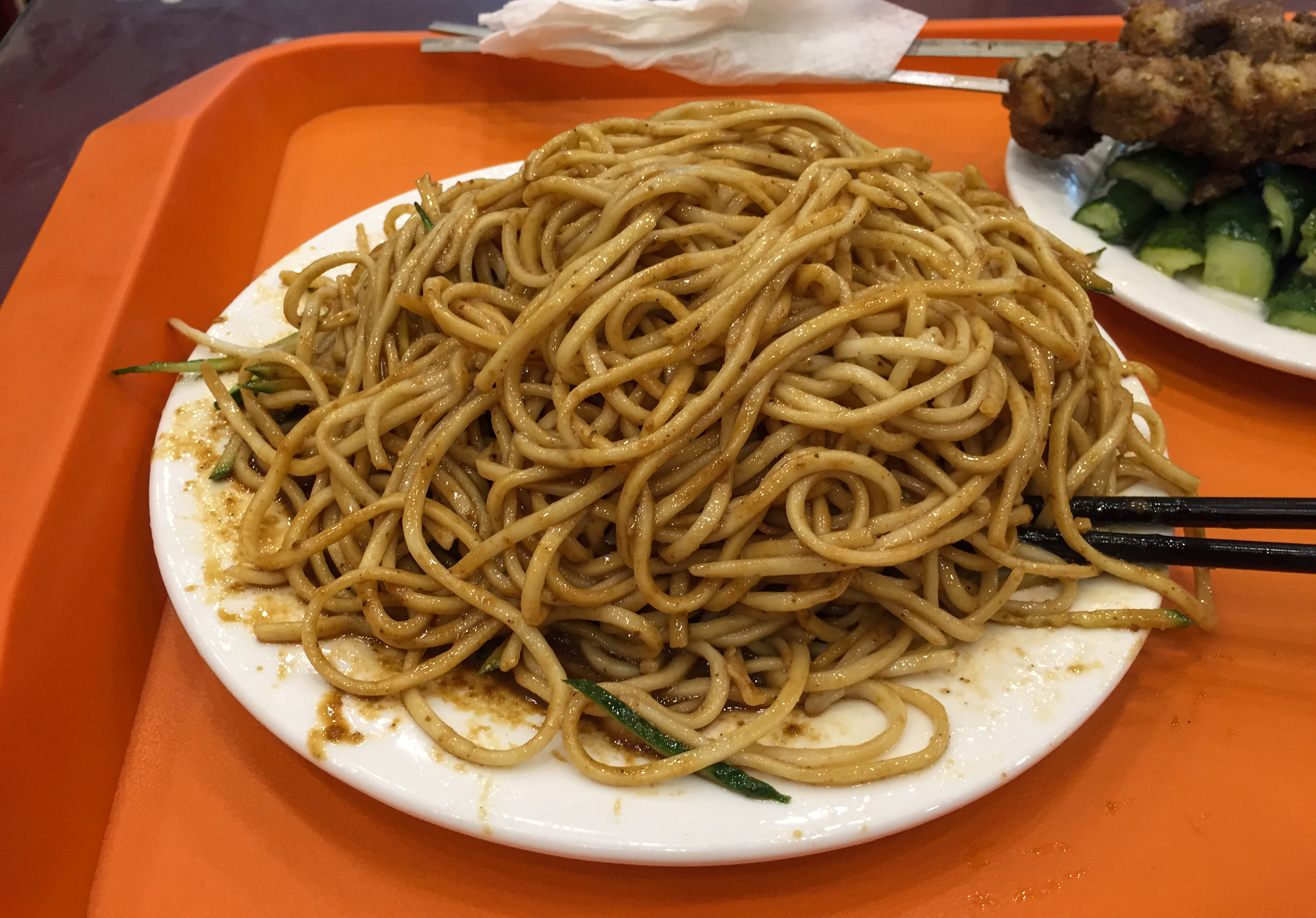
麻酱凉麵

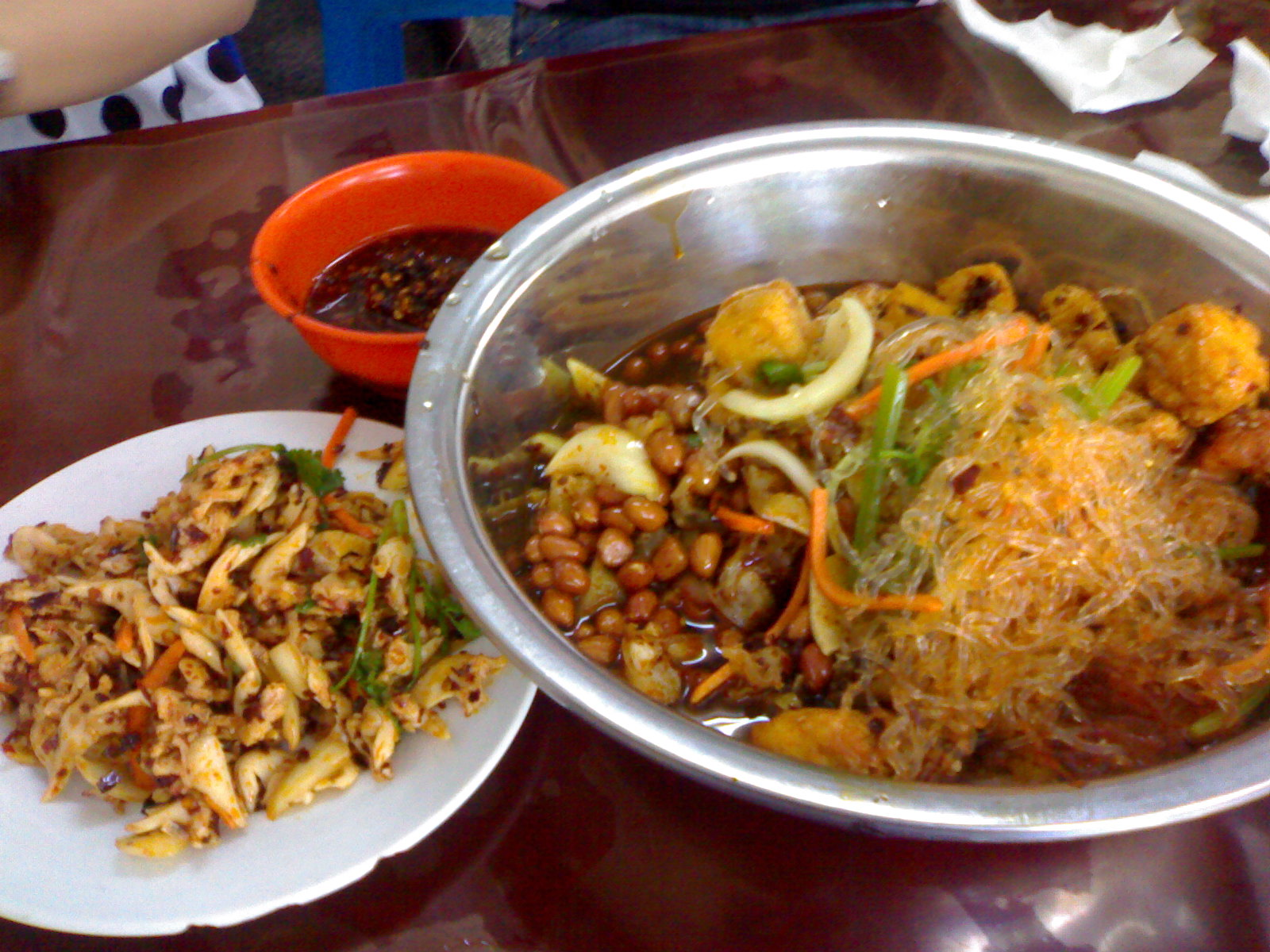
牡丹江冷麵

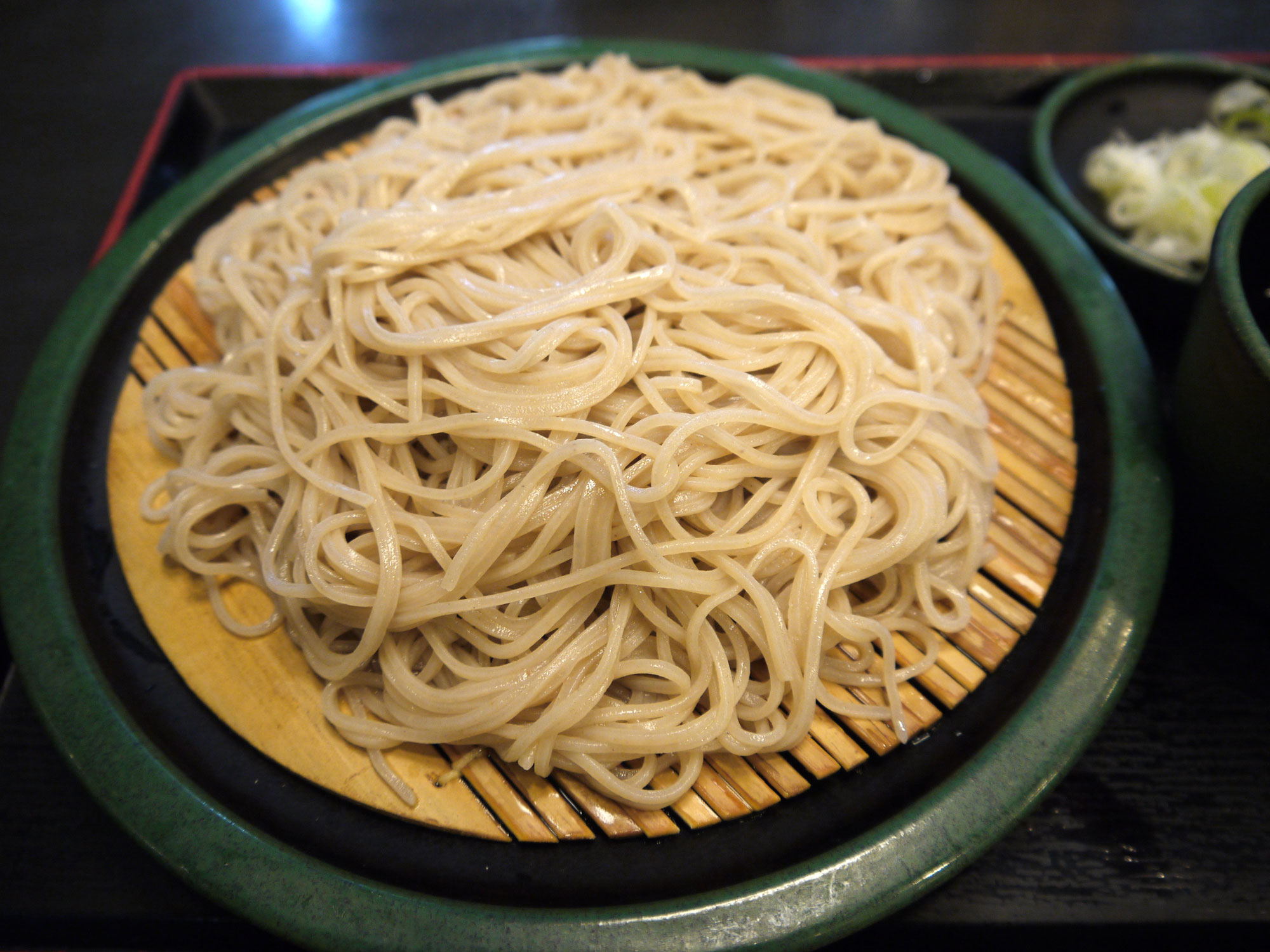
日式荞麦涼麵

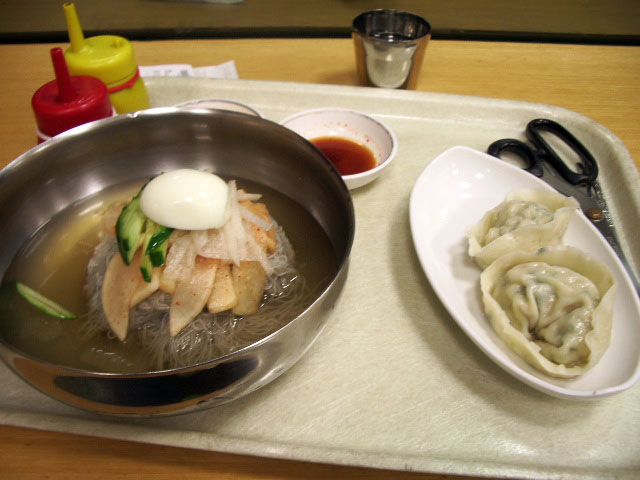
朝鲜水冷麵

涼麵是一種食物的組合方式，是以油麵、醬油、麻醬及小黃瓜等配料組合而成的食物。

## 各地涼麵

### 上海冷麵
- 面条蒸熟后，用电风扇吹冷，并涂少许油，防止面条粘连。
- 食用时拌上调好的花生酱、醋、酱油、辣椒酱，以及不同的浇头，一般的浇头有银芽三丝、炒素、八宝辣酱、鳝丝、虾仁、熏鱼等等。

### 川味凉面
- 在川渝地區涼麵通常會伴隨著擔擔麵一同在麵攤販賣。
- 川味涼麵在食用前加醬油、蔥花、辣椒油、麻油、味精、醋、薑等佐料調製成醬汁。將豬肉絲、小黃瓜絲、胡蘿蔔絲及綠豆芽、炸花生碎分別用滾水汆燙至熟透備用。將油麵放在盤子上，再將食材鋪在麵條上，淋上醬汁，吃的時候拌勻。也可加入一些辣椒油，味道會更好。
- 也另有雞絲涼麵，將配菜裡面的豬肉絲換成雞絲。

### 新疆黄麵（凉面）
- 在新疆地区，新疆凉面又叫黄麵，因其色黄而得名，维吾尔语叫“赛热克阿希”，属夏令风味小吃。常见于新疆回族、维吾尔族等穆斯林传统风味特色的清真餐厅, 常与烤肉、凉粉、米皮、新疆抓饭等其他的清真风味小吃搭配[1]。吃时将凉面盛入盘中，搭配烤羊肉，黄瓜丝与面筋，最后浇上卤汁，调醋、蒜汁、油辣椒、芝麻酱等，上放芹菜即成。

### 汉味凉面
- 由于武汉夏天闷热，不太适合吃热干面，汉味凉面基本在夏天才供应。
- 汉味凉面通常与热干面一样使用碱麵，所不同的是麵料通常是事先煮熟吹凉，并盖以湿毛巾放置于阴凉处，以保持麵的湿度。
- 食用前加入芝麻酱与醋、蒜汁、盐，少量酱油、小麻油，然后撒上黄瓜丝与火腿丝，也可加入酸豆角和萝卜干。喜欢吃辣的食客，可以另外添加辣椒酱。

### 荊州沙市涼麵
- 不同於其他地方的涼麵多是幹拌麵，荊州沙市一帶所指的「涼麵」是有湯汁的，不加芝麻醬或者花生醬。這點類似於川味涼麵而與漢味涼麵不同。
- 沙市涼麵用碱麵拌上少許涼的蒜汁和肉湯汁，加入醬油、豆瓣醬、鹽、紅油(根據個人口味可以選擇不加)、醋、香油、蔥、砂糖、味精、香菜等各種調料，再配上黃瓜絲、海帶絲、豆芽、番茄、花生、蘿蔔乾等等各種配菜，也有配牛肉的牛肉涼麵、配羊雜的羊雜涼麵等等葷菜碼子的涼麵。(配菜類型不固定較為豐富，在沙市城里几乎每家有名麵館的涼麵都有自己的特色配菜。)如果喜歡吃辣還可以自己多加紅油和蒜末。

### 台式涼麵
- 一般選擇伊府麵、油麵經煮熟，開電風扇吹涼再用沙拉油拌麵，保持麵條彈性並避免結塊。
- 佐以芝麻醬或者花生醬、醬油、醋、店家特有中藥醬汁、糖水、蒜汁、小黃瓜切絲；嗜吃辣者則加辣椒、辣油和辣粉，亦有部分店家會加入碎花生粒增添口感跟香氣。

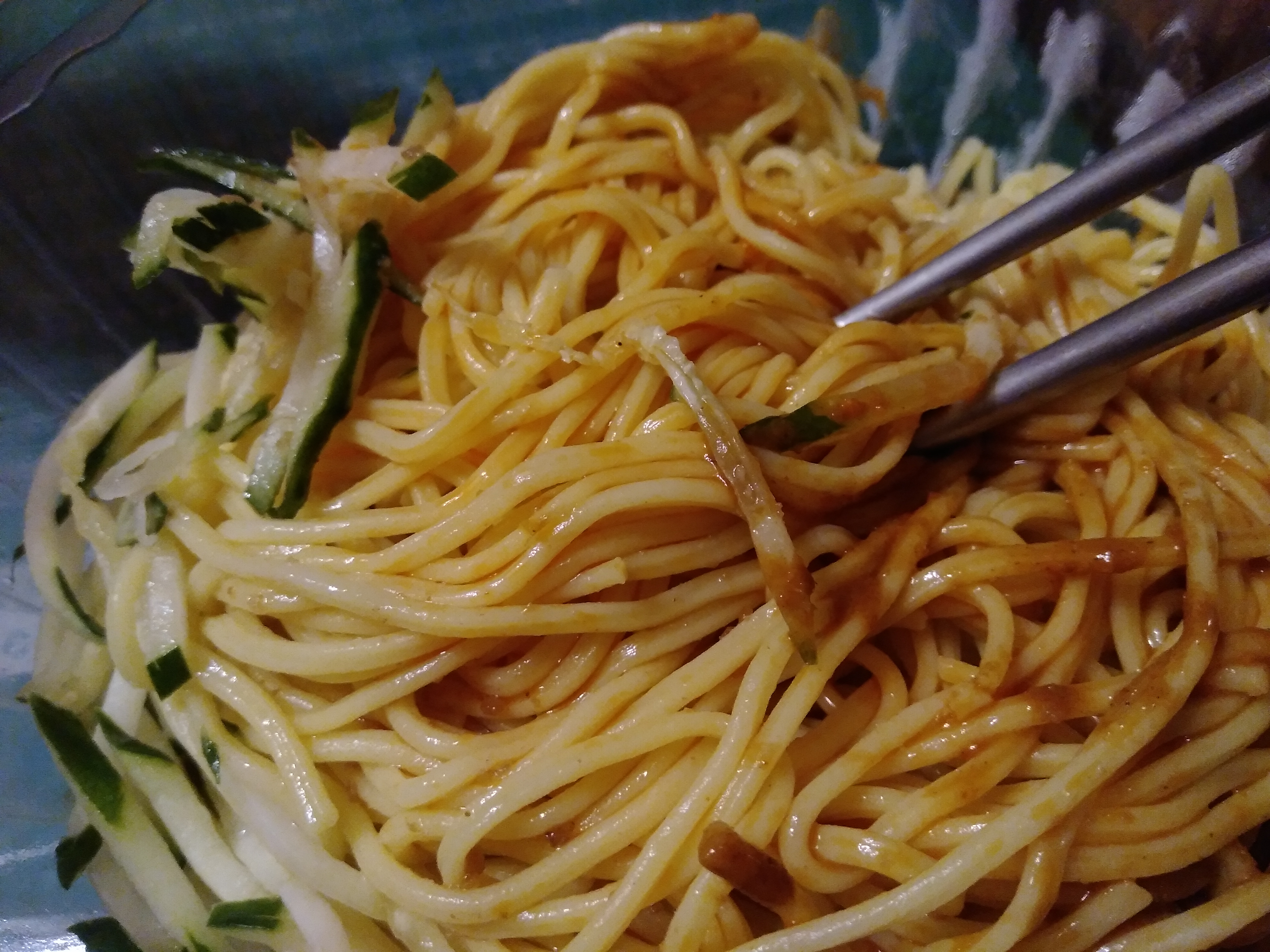
全家便利商店提供的川辣涼麵
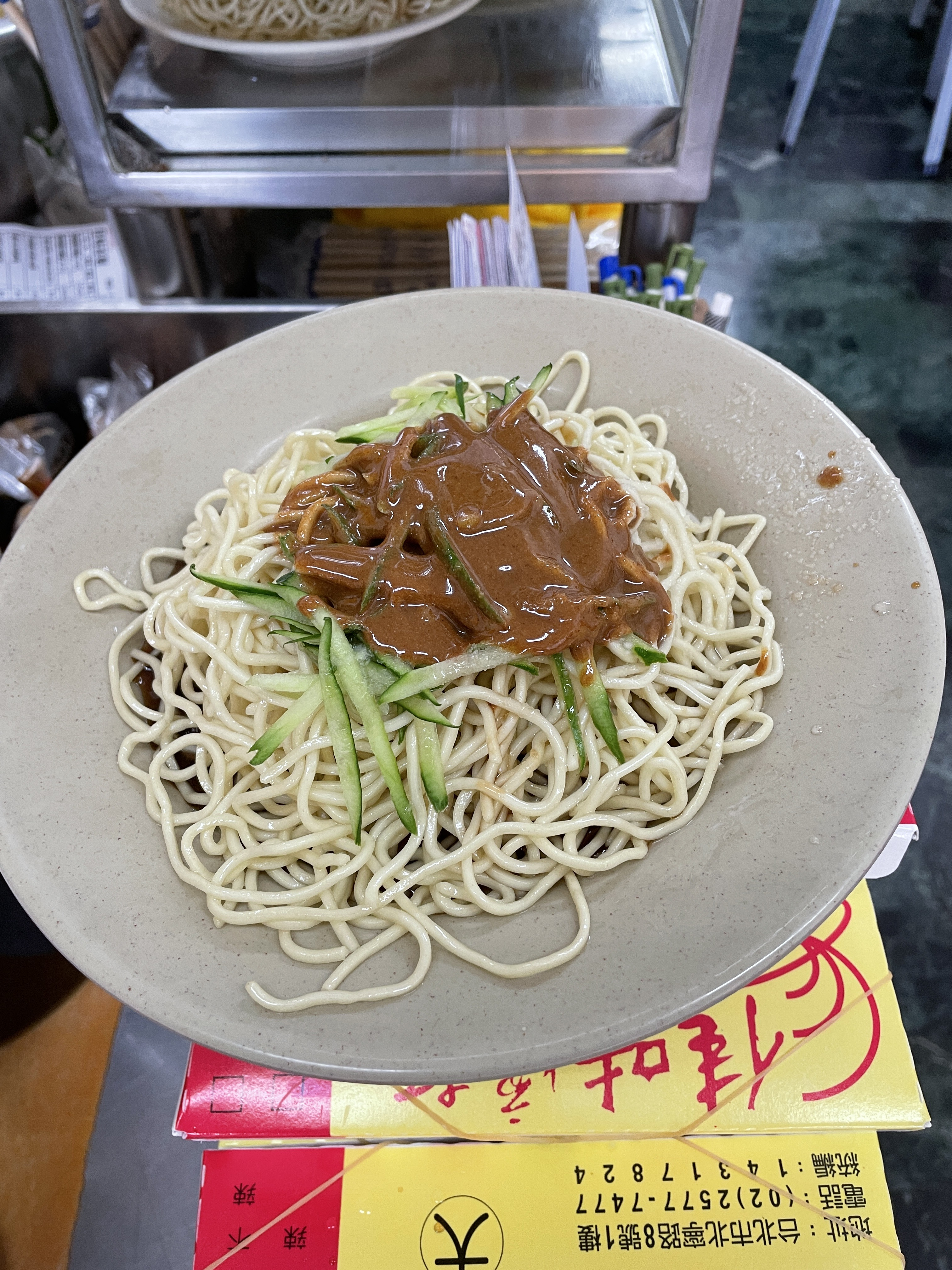
台北市松山區北寧路一家涼麵店供應的的麻醬風味涼麵（2022年7月）
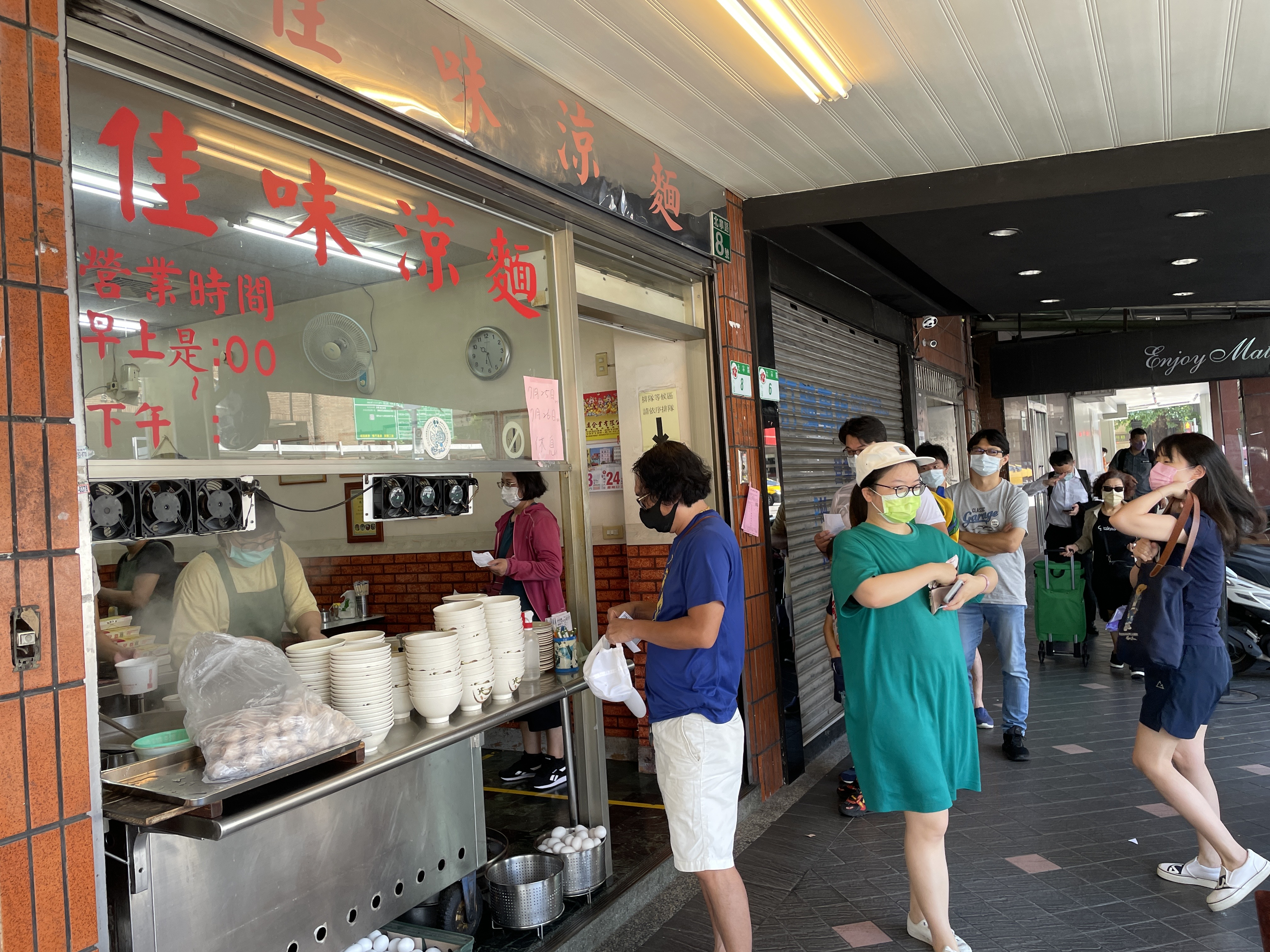
通常客人會點貢丸湯，或蛋花湯來配涼麵享用（2022年7月）
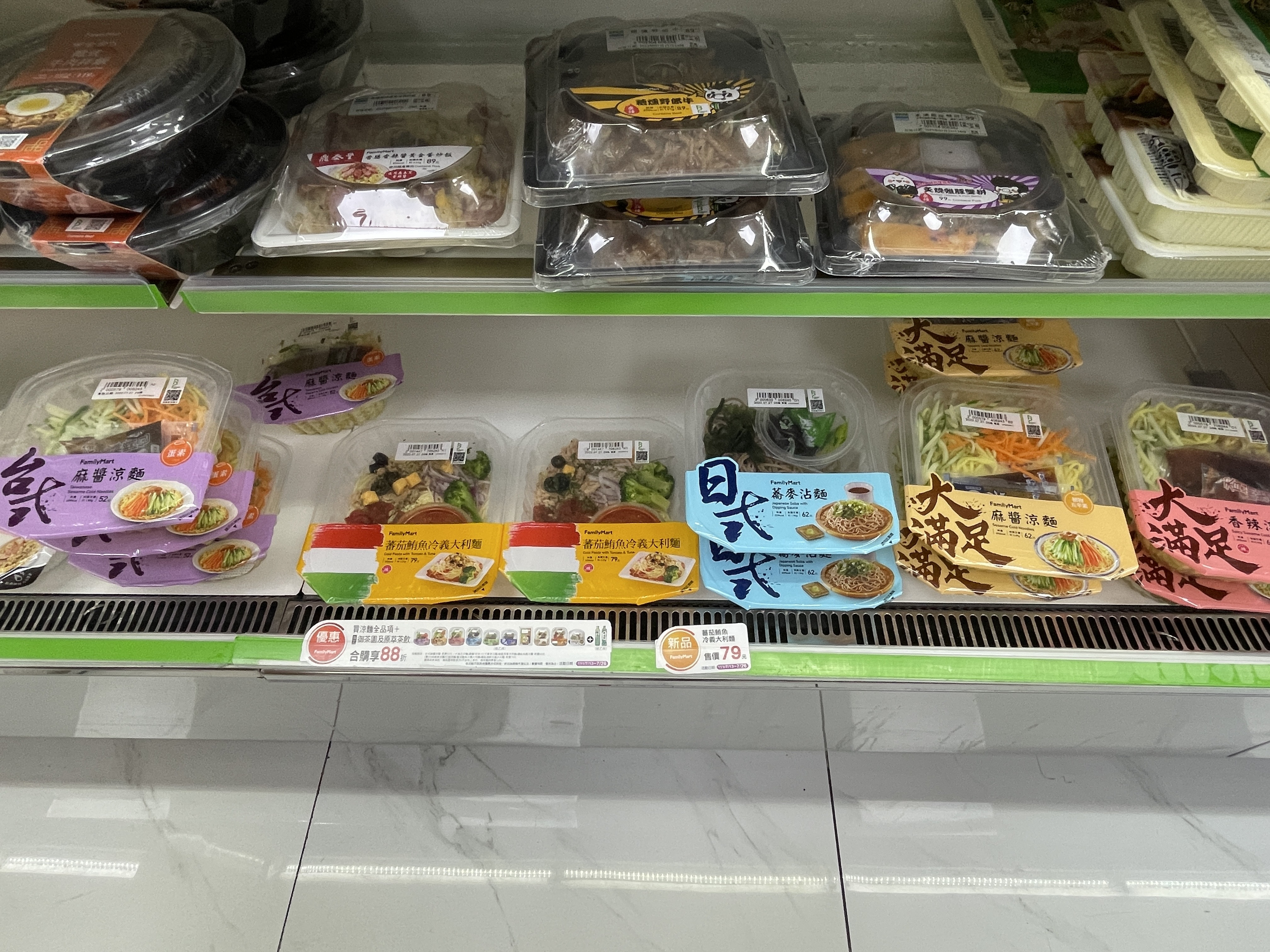
台灣便利商店中眾多種類的涼麵（2022年7月）

#### 嘉義涼麵
- 在嘉義，涼麵的麵條採寛扁的麵條，在醬料方面，除了有芝麻醬之外，還會添加美乃滋（嘉義人稱之為「白醋」），並佐以小黃瓜、紫色高麗菜、玉米、紅蘿蔔等涼菜。

### 日式凉麵
日本的凉麵多用蕎麥麵或烏龍麵製造。

### 越南檬粉
港式冷麵

## 相關
- 米苔目
- 麥涼麵
- 拌麵

## 外部連結
- "Hiyashi chuka" - 搜索 Google 圖書
- "涼麵" - 搜索 Google 圖書